# Дерош-Ноблькур, Кристина
Кристина (Кристиана) Дерош-Ноблькур (фр. Christiane Desroches Noblecourt; 17 ноября 1913, Париж — 23 июня 2011, Сезанн, департамент Марна, Франция) — французский египтолог, писатель. Признанный специалист в области искусствоведения и археологии Древнего Египта. Известна своей ролью в сохранении нубийских храмов от затопления, вызванного сооружением Асуанской плотины, и мумии фараона Рамзеса II, оказавшейся под угрозой поражения грибком.

## Биография
Её родители Луи Дерош и Мадлен Жиро были образованными людьми левых взглядов, доверившими дочери самой выбирать стезю деятельности сообразно её интересам. С раннего возраста она увлеклась успехами знаменитого английского археолога и египтолога Говарда Картера, совершившего в 1922 году в Долине Царей близ Луксора открытие гробницы Тутанхамона.
Её интерес развил египтолог и священнослужитель Этьен Дриотон, под началом которого она получила диплом в области археологии. Степень доктора философии в области филологии защитила в Практической школе высших исследований Сорбонны под руководством Гюстава Лефевра, Александра Морэ и Раймон Вейля в 1937 году.
Поступила на работу в отдел египетских древностей в Лувре. С 1937 по 1982 год она была преподавала в Школе Лувра курс египетской эпиграфики, затем курс египетской археологии.
К. Дерош-Ноблькур стала первой женщиной-членом Французского института восточной археологии (фр. Institut Français d'Archéologie Orientale) и первой женщиной, которой в 1938 году было разрешено проведение археологических раскопок на берегах Нила в районе Эдфу и Дейр эль-Медина. В частности, в Эдфу она работала в польско-французской экспедиции вместе с Казимежем Михаловским.
Во время Второй мировой войны участвовала в Движении Сопротивления. Будучи хранителем египетских сокровищ Лувра, занималась тайным перемещение их в свободные неоккупированные районы Франции. В декабре 1940 года она была арестована коллаборационистской милицией, передана в руки гестапо и ненадолго заключена в тюрьму в Мулене.
Умерла в 97-летнем возрасте в 2011 году в Сезанне, французского департамента Марна.

## Научная и творческая деятельность
К. Дерош-Ноблькур — одна из ведущих египтологов мира, генеральный инспектор и почётный главный хранитель музеев Франции. Её авторитет был высок и в самом Египте, так что ей разрешили работать там и после Суэцкого кризиса, когда из-за французско-британской интервенции специалисты из этих стран здесь больше не приветствовались. Среди прочего, она раскопала 4200-летнюю гробницу Сешешет. Также известна как основатель Франко-египетского центра в Карнаке, руководила реставрационными работами в Долине цариц в Луксоре.
Работала специальным консультантом ЮНЕСКО в Центре документации Древнего Египта в Каире (Centre des études et de documentation d’archéologie égyptienne, CEDAE), в организации которого принимала активное участие по приглашению главы Службы древностей Мустафы Амера. С самого начала участвовала в Международной кампании ЮНЕСКО по спасению памятников Нубии в свете возведения Асуанской плотины. Поддержала запрос министра культуры Египта Сарвата Окаши к ЮНЕСКО за международной помощью, в которой приняли участие пять десятков стран.
Среди спасённых совместными усилиями объектов были знаменитый храм Рамсеса II в Абу-Симбеле и небольшой храм Тутмоса III в Амаде, помочь с которым Дерош-Ноблькур обещала лично от имени Франции. Добившись встречи с не подозревавшим об этом обязательстве президентом Шарлем де Голлем, она получила от него вопрос: «Кто уполномочил Вас обещать, что Франция спасёт храм без разрешения от моего правительства?», на что ответила: «Генерал, а кто уполномочил Вас обратиться по радио без разрешения от Петена?». Де Голль поддержал выделение дополнительного финансирования, и усилия Дерош-Ноблькур поспособствовали улучшению франко-египетских отношений, расстроившихся после Суэцкого кризиса.
Была одним из инициаторов и активной участницей организации и проведения в Лувре выставок мумий Тутанхамона в 1967 году (около 1,3 миллиона посетителей), Рамзеса II — в 1976 году и Аменхотепа III — в 1993 году.
К. Дерош-Ноблькур — автор многочисленных статей и книг по египтологии, древнеегипетскому искусству и истории.

## Избранные публикации
- With K.Michalowski, Tell-Edfou 1939. Fouilles Franco-polonaises, III, IFAO, Le Caire, 1950
- L’art égyptien, éd. PUF, 1962
- Toutânkhamon, vie et mort d’un pharaon, 1963
- Peintures des tombeaux et des temples égyptiens, Le Grand art en livre de poche, Flammarion, Paris, 1962
- Vie et mort d’un pharaon, Toutankhamon, Hachette, Paris, 1963 et réédition 1976
- Toutankhamon et son temps, Petit Palais, Paris, Réunion des Musées Nationaux, Paris, 1967
- With C.Kuentz, Le petit temple d’Abou Simbel, 2 vol., Le Caire, 1968
- With C.Aldred, J-P.Lauer, J.Leclant et J.Vercoutter, Le temps des pyramides, L’univers des formes, Gallimard, Paris, 1978
- With C.Aldred, P.Barguet, J.Leclant et H.W.Müller, L’empire des conquérants, L’univers des formes, Gallimard, Paris, 1979
- With C.Aldred, F.Daumas, et J.Leclant, L'Égypte du crépuscule, L’univers des formes, Gallimard, Paris, 1980
- With J.Vercoutter, Un siècle de fouilles françaises en Égypte 1880—1980, IFAO, Le Caire, 1981
- With L.Balout et C.Roubet, La momie de Ramsès II, Museum national d’histoire naturelle, Paris, 1985
- Le grand Pharaon Ramsès II et son Temps, Palais de la Civilisation Montréal, Montréal, 1985
- Les zélateurs de Mandoulis et les maîtres de Ballana et de Qustul, Mélanges Gamal Eddin Mokhtar, IFAO, Le Caire, 1985
- La femme au temps des pharaons, éd. Stock, 1986 et 2001
- La grande Nubiade ou le parcours d’une égyptologue, éd. Stock, 1992, (ISBN 2-7242-7128-9)
- A propos de la nouvelle tombe de la Vallée des Rois, n°314, pp. 4–6, Archéologia, Paris, 1995;
- Amours et fureurs de la lointaine, éd. Stock, 1995
- Ramsès II, la véritable histoire, éd. Pygmalion, 1997, (ISBN 2-7441-0425-6)
- Toutânkhamon, éd. Pygmalion, 1999
- Le secret des temples de la Nubie, éd. Stock, 1999
- La reine mystérieuse, éd. Pygmalion, 2002, (ISBN 2-7441-5816-6 (ошибоч.) )
- Sous le regard des dieux, éd. Albin Michel, 2003
- Symboles de l'Égypte, éd. Desclée de Brouwer, 2004
- Le fabuleux héritage de l'Égypte, Télémaque, 2004
- Le secret des découvertes, Télémaque, 2006
- Тутанхамон. Сын Осириса (на русском) и др.

## Награды
В 1975 году К. Дерош-Ноблькур была удостоена престижной золотой медали Национального центра научных исследований Франции (CNRS). В январе 2008 года награждена высшей наградой Франции — Большим крестом Ордена Почётного легиона, а также:
- Гранд-офицер ордена «За заслуги» (Франция)
- Медаль Сопротивления (Франция)
- Командор Ордена Академических пальм
- Командор Ордена Искусств и литературы
- Большой крест ордена Почётного легиона
- Кавалер Ордена Освобождения Египта
- Большая золотая медаль SEP (1991)
- Большая серебряная медаль ЮНЕСКО и др.